# Joseph Son Sam-seok
Joseph Son Sam-seok (kor. 손삼석, * 3. November 1955 in Busan, Südkorea) ist ein südkoreanischer Geistlicher und römisch-katholischer Bischof von Pusan.

## Leben
Joseph Son Sam-seok empfing am 6. Februar 1982 das Sakrament der Priesterweihe.
Am 4. Juni 2010 ernannte ihn Papst Benedikt XVI. zum Titularbischof von Fesseë und bestellte ihn zum Weihbischof in Pusan. Der Bischof von Pusan, Paul Hwang Cheol-soo, spendete ihm am 9. Juli desselben Jahres die Bischofsweihe; Mitkonsekratoren waren der Erzbischof von Daegu, Thaddeus Cho Hwan-Kil, und der Bischof von Andong, John Chrisostom Kwon Hyok-ju.
Am 10. April 2019 ernannte ihn Papst Franziskus zum Bischof von Pusan. Die Amtseinführung erfolgte am 4. Juni desselben Jahres.